# West Branch (Michigan)
West Branch è un comune degli Stati Uniti d'America, situato nello Stato del Michigan, nella contea di Ogemaw, della quale è il capoluogo.